# Осокорівська сільська рада (Нововоронцовський район)
Осокорівська сільська́ ра́да — адміністративно-територіальна одиниця та орган місцевого самоврядування в Нововоронцовському районі Херсонської області. Адміністративний центр — село Осокорівка.

## Загальні відомості
Осокорівська сільська рада утворена в 1918 році.
- Територія ради: 382,9 км²
- Населення ради: 2 747 осіб (станом на 2001 рік)
- Водоймища на території, підпорядкованій даній раді: річка Дніпро, Каховське водосховище

## Населені пункти
Сільській раді підпорядковані населені пункти:
- с. Осокорівка

## Склад ради
Рада складається з 17 депутатів та голови.
- Голова ради: Гомон Світлана Григорівна
- Секретар ради: Мандрика Олена Миколаївна

### Керівний склад попередніх скликань
| Прізвище, ім'я, по батькові | Основні відомості                                                          | Дата обрання | Дата звільнення |
| --------------------------- | -------------------------------------------------------------------------- | ------------ | --------------- |
| Степанов Віктор Петрович    | Сільський голова, 1952 року народження, член Соціалістичної партії України | 26.03.2006   | 25.11.2006      |
| Гомон Світлана Григорівна   | Сільський голова, 1972 року народження, освіта вища, позапартійна          | 04.03.2007   | 31.10.2010      |
| Гомон Світлана Григорівна   | Сільський голова, 1972 року народження, освіта вища, позапартійна          | 31.10.2010   |                 |

Примітка: таблиця складена за даними сайту Верховної Ради України

### Депутати
За результатами місцевих виборів 2010 року депутатами ради стали:

#### За суб'єктами висування
| Суб'єкт висування            | Кількість обраних депутатів | %    |
| ---------------------------- | --------------------------- | ---- |
| Партія регіонів              | 7                           | 43,8 |
| Комуністична партія України  | 4                           | 25   |
| Самовисування                | 4                           | 25   |
| Соціалістична партія України | 1                           | 6,3  |

#### За округами
| № округу                     | Прізвище, ім'я, по батькові    | Дата визнання обраним | Освіта             | Партійна приналежність                        | Відомості про обраного депутата                                                     |
| ---------------------------- | ------------------------------ | --------------------- | ------------------ | --------------------------------------------- | ----------------------------------------------------------------------------------- |
| Комуністична партія України  |                                |                       |                    |                                               |                                                                                     |
| 1                            | Приймак Ірина Вікторівна       | 01.11.2010            | вища               | позапартійна                                  | інспекція ДАБК у Херсонській області, завідувачка сектору                           |
| 6                            | Кравчук Петро Андрійович       | 01.11.2010            | середня            | позапартійний                                 | с. Осокорівка, фермер                                                               |
| 7                            | Тарковська Ольга Калинівна     | 01.11.2010            | середня            | позапартійна                                  | Осокорівська сільська рада, бухгалтер                                               |
| 16                           | Скорик Марія Іванівна          | 01.11.2010            | середня спеціальна | позапартійна                                  | Відділ зв'язку, листоноша                                                           |
| Партія регіонів              |                                |                       |                    |                                               |                                                                                     |
| 4                            | Браїлко Микола Петрович        | 01.11.2010            | середня            | член Партії регіонів                          | пенсіонер                                                                           |
| 9                            | Мандрика Олена Миколаївна      | 01.11.2010            | середня спеціальна | член Партії регіонів                          | Осокорівська сільська рада, секретар                                                |
| 10                           | Захарченко Сергій Миколайович  | 01.11.2010            | середня спеціальна | позапартійний                                 | ДСП «Агро-Форум-2», гідротехнік                                                     |
| 11                           | Степаненко Людмила Анатоліївна | 01.11.2010            | середня            | член Партії регіонів                          | ДСП «Агро-Форум-2», бухгалтер                                                       |
| 13                           | Петров Віктор Дмитрович        | 01.11.2010            | середня спеціальна | член Партії регіонів                          | ДСП «Агро-Форум-2», механік                                                         |
| 14                           | Лазаренко Світлана Валеріївна  | 01.11.2010            | середня            | член Партії регіонів                          | приватний підприємець                                                               |
| 15                           | Кунець Сергій Іванович         | 01.11.2010            | середня спеціальна | позапартійний                                 | одноосібник                                                                         |
| Соціалістична партія України |                                |                       |                    |                                               |                                                                                     |
| 5                            | Оселедько Тетяна Анатоліївна   | 01.11.2010            | середня спеціальна | член Соціалістичної партії України            | ЦРЛ, медична сестра                                                                 |
| Самовисування                |                                |                       |                    |                                               |                                                                                     |
| 2                            | Шмалько Олег Анатолійович      | 01.11.2010            | середня            | член Партії регіонів                          | одноосібник                                                                         |
| 3                            | Скорик Олександр Іванович      | 01.11.2010            | вища               | позапартійний                                 | приватний підприємець                                                               |
| 8                            | Феньова Наталя Олексіївна      | 01.11.2010            | вища               | член Всеукраїнського об'єднання «Батьківщина» | Осокорівська загальноосвітня школа, заступник директора з навчально-виховної роботи |
| 12                           | Оселедько Іван Іванович        | 01.11.2010            | вища               | позапартійний                                 | приватний підприємець                                                               |

## Населення
Згідно з переписом УРСР 1989 року чисельність наявного населення сільської ради становила 2581 особа, з яких 1200 чоловіків та 1381 жінка.
За переписом населення України 2001 року в сільській раді мешкало 2609 осіб.

### Мова
Розподіл населення за рідною мовою за даними перепису 2001 року:
| Мова       | Відсоток |
| ---------- | -------- |
| українська | 95,16 %  |
| російська  | 4,30 %   |
| білоруська | 0,22 %   |
| вірменська | 0,15 %   |
| молдовська | 0,04 %   |